# Liste der Kulturdenkmäler in Frankfurt-Bergen-Enkheim
In der Liste der Kulturdenkmäler in Frankfurt-Bergen-Enkheim sind alle Kulturdenkmäler im Sinne des Hessischen Denkmalschutzgesetzes in Frankfurt-Bergen-Enkheim, einem Stadtteil von Frankfurt am Main aufgelistet.

## Bergen
| Bild                                          | Bezeichnung                         | Lage | Beschreibung | Bauzeit                           | Objekt-Nr. |
| --------------------------------------------- | ----------------------------------- | --- | --- | --------------------------------- | ---------- |
| Am Bächelchen vor 29, Ruhebank                | Ruhebank                            | Bergen, Am Bächelchen vor 29 LageFlur: 33, Flurstück: 140/5                                                               | Barocke, steinerne Ruhebank, ergänzt. | 18. Jahrhundert                   | 154344 DDB |
| Am Berger Spielhaus 4                         | Ehem. jüd. Schule                   | Bergen, Am Berger Spielhaus 4 LageFlur: 24, Flurstück: 90/1                                                               | Barockes Fachwerkhaus – urspr. Schulgebäude – mit Giebel in Sichtfachwerk | 1670                              | 154348 DDB |
| Günthersbrunnen                               | Günthersbrunnen                     | Bergen, Am Günthersbrunnen vor 23 LageFlur: 24, Flurstück: 121/4                                                          | Barocker Ziehbrunnen über mittelalterlichem Brunnenschacht. | 18. Jahrhundert                   | 154369 DDB |
| Sahler'sches Hofgut                           | Sahler'sches Hofgut                 | Bergen, Am Königshof 1 LageFlur: 24, Flurstück: 301/1, 301/2, 30113, 301/4                                                | Barockes Hofgut und repräsentatives Fachwerkhaus unter Verputz mit Toranlage, Feldsteinscheune sowie Wirtschaftsgebäuden an einem Hof. | 17. Jahrhundert                   | 154371 DDB |
| Ehem. Amtsrichterwohnung                      | Ehem. Amtsrichterwohnung            | Bergen, Am Königshof 5 LageFlur: 24, Flurstück: 304/4                                                                     | Repräsentatives, barockes Fachwerkhaus. | 1684                              | 154372 DDB |
| Ev. Kirche                                    | Ev. Kirche u. Pfarrhaus             | Bergen, Am Königshof 7 LageFlur: 24, Flurstück: 307/1                                                                     | Barocke Saalkirche mit Fassadenturm von 1741–1743 neben Stadtmauerresten (s. An der Oberpforte hint. 2–12), außen barocke Grabsteine, Kirchenfenster und -mauer 1912 verändert; im rückwärtigen Teil Pfarrhausneubau | 1684                              | 154374 DDB |
| Am Michlersbrunnen 12                         | Am Michlersbrunnen 12               | Bergen, Am Michlersbrunnen 12 LageFlur: 24, Flurstück: 168                                                                | Barockes Fachwerkhaus mit Inschrift. | 1801                              | 154381 DDB |
| Am Michlersbrunnen 17                         | Ehem. Pfarrhaus                     | Bergen, Am Michlersbrunnen 17 LageFlur: 24, Flurstück: 181/9                                                              | Repräsentatives, barockes Wohnhaus unter hohem Stufenwalmdach. | 1751                              | 154384 DDB |
| Michlersbrunnen                               | Michlersbrunnen                     | Bergen, Am Michlersbrunnen vor 13 LageFlur: 24, Flurstück: 683/179                                                        | Barocker Ziehbrunnen über mittelalterlichem Brunnenschacht. | 18. Jahrhundert                   | 154385 DDB |
| An der Oberpforte 2 bis 12, Stadtmauer        | Stadtmauerreste                     | Bergen, An der Oberpforte hint. 2–12 LageFlur: 24, Flurstück: 246/5, 276/1, 276/2, 276/4, 348/1, 417/345, 614/337–618/337 | Fragmente der im 19. Jahrhundert weitgehend abgetragenen, spätgotischen Ortsbefestigung beiderseits der Marktstraße mit ursprünglich zehn Türmen und zwei Toren. (Weitere Stadtmauerreste auf folgenden Liegenschaften: Am Königshof 7 [neben ev. Kirche], Conrad-Weil-Gasse hint. 1–9, 11, Im Sperber gegenüber 2–24, Marktstraße zwischen 80 u. 82 sowie hint. Röhrborngasse 5, 5a) | ab 1440                           | 155677 DDB |
| weitere Bilder                                | Stillsborn Brunnen                  | Bergen, Berger Rathausplatz Lage                                                                                          | Früher Marktstraße 11, dann vor Hausnummer 39, jetzt hinter dem alten Rathaus. Barocker Ziehbrunnen über mittelalterlichem Brunnenschacht. |                                   | 202453 DDB |
| weitere Bilder                                | Altes Rathaus / Heimatmuseum        | Bergen, Berger Rathausplatz 1 LageFlur: 24, Flurstück: 197                                                                | Rathaus Bergen-Enkheim | erste Hälfte des 14. Jahrhunderts | 154474 DDB |
| weitere Bilder                                | Weißer Turm                         | Bergen, Gangstraße LageFlur: 24, Flurstück: 25/19, 600/1                                                                  | Turm der Stadtbefestigung | 1472                              | 154402 DDB |
| die Marktstraße ist die Hauptstraße in Bergen | Gesamtanlage 79                     | Bergen, Gesamtanlage 79 Lage                                                                                              | Alt-Bergen 1, 2, 3, 4, 5, 6, 7, Am Berger Spielhaus 1, 2, 3, 5, 6, 7, 8, 9, 9a, 10, 11, 12, 13, 13a, 13b, 15, 17, 19, Am Güntersbrunnen 1, 2, 3, 3a, 4, 5, 6, 7, 8, 9, 10, 11, 12, 13, 13a, 14, 15, 16, 17, 18, 19, 21, 23, Am Königshof 2, 3, 4, 4a, 4b, 6, 6a, Am Michlersbrunnen 1, 2, 3, 4, 5, 5a, 6, 7, 7a, 8, 9, 10, 11, 13, 14, 14a, 15, An der Oberpforte 2, 2a, 4, 6, 8, 10, 12, Berger Rathausplatz 1, Conrad-Weil-Gasse 1, 2, 3, 3a, 3b, 4, 4a, 5 ,6 ,7 ,7a , 8, 9, 10, 11, 11a, Gangstraße 2, 4, 5, 6, 10, 12, 14, 16, 18, 20, 22, 24, 26, 26a, 28, 30, 32, 32a, 34, 36, 38, 40, 42, Haingasse 1, 3, 3a, 5, Im Sperber 1, 2, 4, 6, 6a, 8, 9, 10, 10a, 10b, 12, 12a, 14, 16, 18, 20, 22, 24, Marktstraße 2, 2b,2d, 4, 6, 8, 8a, 10a, 14, 14a, 16, 18, 20, 22, 24, 26, 28, 30a, 31, 31a, 31b, 32, 32a, 33, 34, 35, 36, 36a, 37, 38, 39, 40, 41, 43, 45, 47, 48, 49, 52,52a, 53, 54, 55, 56, 57, 58, 59, 60, 60a, 60b, 61, 62, 63, 64, 65, 65a, 65b, 66, 67, 68, 69, 70, 71, 72, 73, 74, 75, 76, 77, 78, 80, 82, Nikolauskapelle 56, Röhrborngasse 1, 2, 2a, 3, 4, 5, 5a, 6, 8, 10, 10a, 10b, Siboldgasse 20 |                                   | 167848 DDB |
| Windecker Ruhebank                            | Windecker Ruhebank                  | Bergen, Gräsigter Weg (bzw. Marktstr., s. u. Nr. 154422) LageFlur: 36, Flurstück: 95                                      | Windecker Ruhebank | 1766                              | 154415     |
| Im Sperber, Stadtmauerrest                    | Im Sperber gegenüb. 2–24            | Bergen, Im Sperber gegenüb. 2–24 Lage                                                                                     | |                                   | 154421     |
| Windecker Ruhebank                            | Windecker Ruhebank                  | Bergen, Marktstraße (bzw. Gräsigter Weg, s. o. Nr. 154415) LageFlur: 36, Flurstück: 95                                    | Windecker Ruhebank | 1766                              | 154422 DDB |
| weitere Bilder                                | Fachwerkhaus Marktstraße 10         | Bergen, Marktstraße 10 LageFlur: 29, Flurstück: 597/183                                                                   | Barockes Fachwerkhaus unter Verputz mit Krüppelwalmdach und ehem. landwirtschaftlichen Nebengebäude. | 18. Jahrhundert                   | 154428 DDB |
| Marktstraße 12                                | Fachwerkhaus Marktstraße 12         | Bergen, Marktstraße 12 LageFlur: 29, Flurstück: 175                                                                       | Barockes Fachwerkhaus mit massiv erneuertem Giebel; Teil einer im 19. Jahrhundert als Fabrik genutzten Hofreite mit Toranlage. | 1694                              | 156006     |
| Marktstraße 12a                               | Marktstraße 12a                     | Bergen, Marktstraße 12a LageFlur: 29, Flurstück: 174/3                                                                    | |                                   | 156006     |
| Marktstraße 30                                | Ehem. Schule                        | Bergen, Marktstraße 30 LageFlur: 24, Flurstück: 246/4, 246/5                                                              | Spätklassizistischer Schulbau. Nebengebäude im Kern 19. Jahrhundert; rückwärtig Stadtmauerreste. | 1844                              | 154436 DDB |
| Marktstraße 30a                               | ehem. Schule                        | Bergen, Marktstraße 30a LageFlur: 24, Flurstück: 246/4; 246/5                                                             | |                                   | 156009     |
| Marktstraße 44                                | Fachwerkhaus Marktstraße 44         | Bergen, Marktstraße 44 LageFlur: 24, Flurstück: 267                                                                       | Barockes Fachwerkhaus. | um 1750                           | 154443 DDB |
| Marktstraße 46                                | Fachwerkhaus Marktstraße 46         | Bergen, Marktstraße 46 LageFlur: 24, Flurstück: 268/1                                                                     | Barockes Fachwerkhaus mit gebogten Streben und ehem. Hofreite. | frühes 18. Jahrhundert            | 154445 DDB |
| Marktstraße 50                                | Fachwerkhaus Marktstraße 50         | Bergen, Marktstraße 50 LageFlur: 24, Flurstück: 285                                                                       | Barockes Fachwerkhaus mit Zierfassade; erste Poststelle in Bergen. | 18. Jahrhundert                   | 154449 DDB |
| Marktstraße 51                                | Fachwerkhaus Marktstraße 51         | Bergen, Marktstraße 51 LageFlur: 24, Flurstück: 530/140                                                                   | Barockes Fachwerkhaus hinter Verkleidung mit hoher Treppe. | um 1750                           | 154450 DDB |
| Nikolauskapelle Bergen                        | Nikolauskapelle                     | Bergen, Marktstraße 56 LageFlur: 24, Flurstück: 395/290                                                                   | Spätgotische Saalkirche. Anstelle einer älteren Kapelle im Areal eines ehem. Königshofs durch die Zisterzienserabtei Haina errichtet und infolge der Reformation profaniert: aufwendige Fenster in Fischblasenmaßwerk. | 1524                              | 154455 DDB |
| Fachwerkhaus Marktstraße 84                   | Fachwerkhaus Marktstraße 84         | Bergen, Marktstraße 84 LageFlur: 24, Flurstück: 653/338                                                                   | Barockes Fachwerkhaus von 1695 als erster Bau außerhalb der Stadtmauer mit Ruhebank von 1766 sowie barocker und klassizistischer Brunnenpumpe. | 1695                              | 154473 DDB |
| weitere Bilder                                | Grabmäler auf dem Stadtteilfriedhof | Bergen, Marktstraße 87b LageFlur: 23, Flurstück: 126/5, 137/5, 147/0, 148/0, 149/0                                        | Siehe gesonderter Abschnitt |                                   | 202607 DDB |
| weitere Bilder                                | Schelmenburg                        | Bergen, Schelmenburgplatz 1 LageFlur: 24, Flurstück: 5                                                                    | Barock erneuertes Wasserschloss von 1700 auf urspr. Grundriss einer vermutlich staufischen Ministerialenburg; seit 1194 Sitz der Schelme von Bergen als kaiserlicher Lehensleute. | 1700                              | 154429 DDB |

## Enkheim
| Bild                       | Bezeichnung                         | Lage                                                      | Beschreibung | Bauzeit         | Objekt-Nr. |
| -------------------------- | ----------------------------------- | --------------------------------------------------------- | --- | --------------- | ---------- |
| Alt-Enkheim 9              | Alte Mühle                          | Enkheim, Alt-Enkheim 9 LageFlur: 31, Flurstück: 57        | Repräsentatives, barockes Fachwerkhaus der Familie Bingenheimer mit ornamentaler Ziegelausfachung innerhalb großer Gartenanlage.                                                                                              | 1728            | 154756 DDB |
| weitere Bilder             | Ehem. Schule                        | Enkheim, Florianweg 8 LageFlur: 45, Flurstück: 20         | Gebäude in Formen der Neurenaissance mit Klinkermauerwerk, zum Teil im Zierverband mit Putzflächen; Sandsteinmauern. | um 1900         | 154753 DDB |
| Ruhebank                   | Ruhebank                            | Enkheim, Fritz-Schubert-Ring LageFlur: 34, Flurstück: 453 | Barocke Ruhebank | 18. Jahrhundert | 154758 DDB |
| weitere Bilder             | Gesamtanlage 96                     | Enkheim Lage                                              | Die Gesamtanlage 96 umfasst die Straße Alt-Enkheim außer Nummer 2, 4, 6, 8 und den unteren Teil (Hausnummern 60 bis 78 und 67 bis 77) bis des Neuen Weges sowie Triebstraße 2                                                 |                 | 167866     |
| weitere Bilder             | Ev. St. Laurentiuskirche            | Enkheim, Neuer Weg LageFlur: 31, Flurstück: 233/1, 234    | Barocke Saalkirche von 1717–1719 – als Ersatz eines 1445 erstmals erwähnten Vorgängerbaus – mit dreiseitigem Schluss und Haubendachreiter; im Innern zeitgleiche Emporen und Kanzel. Die Chorempore stammt aus dem Jahr 1805. | 1717            | 154757 DDB |
| Bild gesucht BW            | Grabmäler auf dem Stadtteilfriedhof | Enkheim, Neuer Weg 56 Lage                                | Siehe gesonderten Abschnitt |                 | 202618 DDB |
| weitere Bilder             | Neuer Weg 68                        | Enkheim, Neuer Weg 68 LageFlur: 31, Flurstück: 213/1      | Barockes Fachwerkhaus unter Verputz. | 1714            | 154763 DDB |
| Fachwerkhaus Riedstraße 30 | Fachwerkhaus Riedstraße 30          | Enkheim, Riedstraße 30 LageFlur: 32, Flurstück: 96/2      | Fachwerkhaus der Renaissance im Kern von 1542 | 1542            | 154774 DDB |
| Fachwerkhaus Riedstraße 31 | Fachwerkhaus Riedstraße 31          | Enkheim, Riedstraße 31 LageFlur: 32, Flurstück: 58        | Fachwerkhaus der Renaissance | 1550            | 154776 DDB |
| Scheune Riedstraße 31a     | Scheune Riedstraße 31a              | Enkheim, Riedstraße 31a LageFlur: 32, Flurstück: 58       | Barocke Scheune aus Gewölbeziegeln und Bruchsteinen |                 | 154775 DDB |
| weitere Bilder             | Fachwerkhaus Riedstraße 37          | Enkheim, Riedstraße 37 LageFlur: 32, Flurstück: 64        | Barockes Fachwerkhaus mit stark gebogenen Streben | 17. Jahrhundert | 154777 DDB |
| weitere Bilder             | Mönchhof                            | Enkheim, Riedstraße 95 LageFlur: 34, Flurstück: 273/1     | Barockes Hofgut der ehemaligen Zisterzienserabtei Arnsburg. Es handelt sich um eine symmetrische Hofanlage auf rechteckigem Grundriss mit axialem Herrenhaus. Klassizistischer Pumpenbrunnen im Hof.                          | 1771–1774       | 155684 DDB |
| weitere Bilder             | Mönchhof                            | Enkheim, Riedstraße 95a LageFlur: 34, Flurstück: 273/1    | siehe oben | 1771–1774       | 156544     |
| weitere Bilder             | Mönchhof                            | Enkheim, Riedstraße 97 LageFlur: 34, Flurstück: 273/1     | siehe oben. | 1771–1774       | 156542     |
| weitere Bilder             | Mönchhof                            | Enkheim, Riedstraße 99 LageFlur: 34, Flurstück: 273/1     | siehe oben. | 1771–1774       | 156543     |
| Röhrbornbrunnen            | Röhrborn                            | Enkheim, Röhrborngasse LageFlur: 45, Flurstück: 33/2      | Brunnentränke, 1700 urkundl. erwähnt | 1700            | 154778 DDB |
| weitere Bilder             | Gasthaus 'Frankfurter Hof'          | Enkheim, Triebstraße 51 LageFlur: 42, Flurstück: 197/0    | Repräsentatives, barockes Gebäude mit zwei Geschossen unter hohem Mansarddach. | um 1750         | 154780 DDB |

## Friedhöfe

### Friedhof Bergen
Die folgende Liste nennt die unter Denkmalschutz stehenden Grabsteine/Denkmäler auf dem Friedhof Bergen.
| Bild           | Bezeichnung                                                          | Lage | Beschreibung                                                                                               | Bauzeit | Daten |
| -------------- | -------------------------------------------------------------------- | ---- | --- | ------- | ----- |
| weitere Bilder | Ehrenmal für die Gefallenen im Deutsch-Französischen Krieg 1870–1871 | Lage | Neogotischer Obelisk aus rotem Sandstein, getrennt durch ein massiges Kaffgesims von dem Kubus des Sockels |         |       |

| Bild | Gewann | Name(n)                 | Jahr            | Steinmetz     | Beschreibung |
| ---- | ------ | ----------------------- | --------------- | ------------- | --- |
|      | I/278  | Grün-Buchenhorst        | 1930/40er Jahre | 0             | Im Winkel gestellte Inschriftentafeln aus geschliffenem Granit mit Betonung des Innenwinkels durch eine Steinschale auf würfelförmigem Sockel im Geschmack der 1930/40er Jahre.                                                                    |
|      | II/285 | Ruppert                 | 1903            | F. Hofmeister | Obelisk zwischen breit gelagerten trapezförmigen, von bekrönten Eckpfeilerchen gefassten Schrifttafeln mit floraler Girlandengravur aus dunklem Granit.                                                                                            |
|      | II/120 | Kalbhenn                | 1903            | F. Hofmeister | Ädikula aus schwarzem polierten Granit mit ionischen Säulen unter kreuzbekröntem Dreiecksgiebel in Formen der Neurenaissance. |
|      | II/378 | Emmerich-Caspary-Geisel | 1903            | F. Hofmeister | Stele aus dunklem Granit, betont durch einen Obelisk zwischen flankierenden Mauern mit geschweiftem Abschluss auf grob behauenem, mächtigen Sockel aus grauem Granit. Die Schriftfelder sind mit floraler Girlandengravur ähnlich Nr. 285 gerahmt. |

### Friedhof Enkheim
Die folgende Liste nennt die unter Denkmalschutz stehenden Grabsteine/Denkmäler auf dem Friedhof Enkheim.
| Bild           | Bezeichnung        | Lage | Beschreibung | Bauzeit                  | Daten |
| -------------- | ------------------ | ---- | --- | ------------------------ | ----- |
| weitere Bilder | Ehrenmal 1914–1918 | Lage | Schlichte Stele aus geschliffenem Granit mit abschließender Helmplastik nach Vorbild des Ehrenmals von 1870. Die Vorderseite kenntlich durch ein vertieftes Kreuz. Die Inschrift lautet: „1914–1918 / Unseren Gefallenen / zu Ehren“ | Einweihung November 1928 |       |
| weitere Bilder | Totengedenkstätte  | Lage | In der Grünanlage vor der Einsegnungshalle angelegte Gedenkstätte aus einem kolossalen Kreuz und drei Stelen auf quadratischem Grundriss aus Muschelkalk, jeweils mit reliefierten Inschriften: „Gott weh allem Krieg, Unrecht, Unglück und bösen Zeiten // den gefallenen Männern, Frauen und Kindern 1939 1940 1941 1942 1943 1944 1945 // 1939 den Opfern ruchloser Gewalttaten 1945 // den gefallenen Soldaten 1914 1915 1916 1917 1918“. Die Signatur lautet „Möritz, Griesheim“ | um 1955                  |       |
| weitere Bilder | Ehrenmal Weil 1870 | Lage | Stele aus Rotsandstein auf quadratischem Grundriss mit allseitig vertieften Schriftspiegeln und umlaufender Frieszone unter kräftigem Gesims als Postament für eine Helmplastik. Die Inschriften lauten: „Gewidmet von seinen lieben Eltern, den zurückgekehrten treuen Kriegskameraden und der dankbaren Gemeinde Enkheim“, „Philipp Jakob Weil, Musketier bei der 3. Comp. Des 3. Hess. Inf. Reg., geb. 29. Januar 1847, gefallen in der Schlacht bei Wörth 6. Aug. 1870“           | nach 1870                |       |

| Bild | Gewann | Name(n)       | Jahr | Steinmetz    | Beschreibung |
| ---- | ------ | ------------- | ---- | ------------ | --- |
|      | I/116  | Kempf         | 1855 |              | Im Winkel mit ungleichen Schenkeln ausgeführte, mit Kalksteiniemchen verblendete Betonwand, daraus grabbezogene Schrifttafeln. |
|      | I/371g | Wörner        | 1918 |              | Säulenstumpf mit reliefiertem „Eisernen Kreuz“ auf kubischem Postament aus rotem Sandstein. |
|      | I/420  | Forbach-Krebs | 1939 | 0            | Dreigliedrige Stele aus poliertem schwarzen Granit mit risalitartig vorgezogenem Mittelteil mit Schalenaufsatz. |
|      | I/441  | Forbach       | 1911 | E.G. Klucken | Neoklassizistische Ädikula in modern interpretierten dorischen Formen aus Muschelkalk. Im vertieften Rundbogen der Nische eine Sonnendarstellung hinter Kreuzrelief.                                                                            |
|      | I/444  | Slotosch      | 1953 | 0            | Breitgelagerter niedriger Mauerzug aus Kunst-Kalkstein als hintere Begrenzung von 8 Grabstellen der Enkheimer Unternehmerfamilie. Zentral betont durch ein Kruzifix aus gleichem Material mit appliziertem seriellen Christus aus Galvanobronze |